# Formarigos
Formarigos é uma pequena localidade pertencente à atual União das Freguesias de Rio de Couros e Casal dos Bernardos, concelho de Ourém. Esta localidade de 1964 até 2013 pertenceu à extinta frequesia de Casal dos Bernardos. Antes da data de 1964 pertencia à freguesia da Freixianda.